# Terry Balsamo
Terry Balsamo (rođen 8. listopada, 1972.) je američki gitarist i član sastava Evanescence te bivši član alternativnog metal sastava Cold. 

## Životopis

### Rani projekti
Terry Balsamo je ušao u svijet glazbe kao član grupe Limp Bizkit. Nakon odlaska iz tog sastava postaje članom grupe Cold 1999.

### Evanescence
Nakon odlaska Bena Moodya iz Evanescence Terry se privremeno priključio grupi, a kada je budućnost Colda postala upitna Terry se priključio trajno. Ubrzo je postao glavnim suradnikom Amy Lee u pisanju pjesama kao što su singli Call Me When You're Sober, Sweet Sacrifice i druge pjesme s albuma The Open Door.
U studenom 2005. Terry je pretrpio moždani udar, ali se srećom brzo oporavio od njega, a njegovo hospitaliziranje je jedan od razloga zbog kojeg je snimanje The Open Door albuma tako dugo trajalo.

## Diskografija

### Cold
- 13 Ways to Bleed on Stage (12. rujna], 2000.)
- Year of the Spider (13. svibnja, 2003.)

### Evanescence
- Anywhere but Home (23. studenog, 2004.)
- The Open Door (3. listopada, 2006.)
- Evanescence (11. listopada, 2011.)